# Hélène Pionstka
Hélène Pionstka z domu Waldmann (ur. 17 lipca 1921 w Riquewihr, zm. 17 lutego 2009 w Bergheim) – francuska rolniczka zaangażowana w pomoc Polakom podczas II wojny światowej.

## Życiorys
Hélène Pionstka była córką Émile’a i Alice Waldmannów, którzy prowadzili gospodarstwo rolne w alzackiej wsi Ursprung koło Fréland. W 1941 roku Niemcy utworzyli w okolicy obóz jeniecki, w którym umieszczono polskich żołnierzy. Mogli oni opuszczać obóz, aby pomagać miejscowym rolnikom w pracach, w tym do Waldmannów. Hélène, mająca wówczas 20 lat, zaangażowała się w pomoc jeńcom i nawiązała bliższą relację z jednym z żołnierzy – Janem Piąstką. W nocy 26/27 sierpnia 1944 roku jeńcy zbiegli dzięki pomocy miejscowego duchownego Raymonda Voegelego. Początkowo Jan ukrywał się u rodziny Goriusów: Marie i Eugèna. Regularne odwiedzanie go przez Hélène groziło wykryciem kryjówki przez Niemców. Hélène znalazła więc dla niego inne bezpieczne miejsce u swoich krewnych. Opiekowała się także nim oraz donosiła mu żywność. Jan Piąstka doczekał wyzwolenia Fréland przez Amerykanów na początku grudnia 1944 roku. Ponownie wstąpił do polskiego wojska, z którego został zwolniony w 1947 roku. W międzyczasie, 27 czerwca 1945, Hélène oraz Jan pobrali się. W 1947 roku Jan (Jean) powrócił do Alzacji. Rodzina zamieszkała w Ribeauvillé, gdzie Jan zajmował się klasztorną winnicą. Para doczekała się dwóch córek. Od 1996 roku Hélène mieszkała w domu spokojnej starości w Bergheim, gdzie zmarła.
W uznaniu zasług za pomoc Polakom, w 2022 roku została wyróżniona Medalem Virtus et Fraternitas. Wraz z nią wyróżnionych zostało sześcioro innych mieszkańców Fréland: Marie Gorius, Eugène Gorius, Rosalie Fogel, Jeanine Humbert, Léon Humbert, Raymond Voegeli.